# Aggeo Savioli
Aggeo Savioli (Poggio Nativo, 19 luglio 1927 – Roma, 4 febbraio 2017) è stato un giornalista, sceneggiatore e poeta italiano.

## Biografia
Fratello minore del giornalista e partigiano Arminio Savioli, durante l'occupazione tedesca di Roma fu fondatore e dirigente dell'Unione Studenti Italiani con Pintor e Alfredo Reichlin. Nel 1947 pubblicò le sue prime poesie sulla rivista Il Politecnico diretta da Elio Vittorini.
Lavorò per il cinema come sceneggiatore negli anni '50 e nei primi anni '60, per tre film diretti da Francesco Maselli. Nel 1961 collaborò insieme con altri al soggetto e alla sceneggiatura del film d'esordio alla regia di Sergio Leone, il peplum Il colosso di Rodi. Quello fu il suo ultimo lavoro come sceneggiatore poiché in seguito si dedicò al giornalismo come critico teatrale e cinematografico sul quotidiano L'Unità, dove svolse tutta la sua carriera fino agli anni '80.
Negli anni '90 collaborò con il trimestrale di teatro e spettacolo Hystrio, e in seguito pubblicò due sue raccolte di poesie, Ritagli di tempo e Sonetti teatrali. Nel 2005 compare, nel ruolo di se stesso, nel documentario dedicato ad Elio Petri Elio Petri - Appunti su un autore, diretto da Federico Bacci, Nicola Guarneri e Stefano Leone, presentato alle Giornate degli Autori della 62ª Mostra Internazionale del Cinema di Venezia.
Dopo la sua scomparsa, avvenuta a Roma all'età di 89 anni, il suo archivio teatrale viene donato al Centro Studi sul Teatro Napoletano, Meridionale ed Europeo di Napoli, dove è in corso un progetto di digitalizzazione.
Era il compagno di vita della giornalista e critica cinematografica Mirella Acconciamessa e fu membro della Associazione Nazionale dei Critici di Teatro.

## Filmografia

### Sceneggiatore
- Gli sbandati, regia di Francesco Maselli (1955)
- La donna del giorno, regia di Francesco Maselli (1956)
- I delfini, regia di Francesco Maselli (1960)
- Il colosso di Rodi, regia di Sergio Leone (1961)

## Opere
- Ritagli di tempo, Bulzoni Editore (2005)
- Sonetti teatrali, Bulzoni Editore (2008)

## Premi e riconoscimenti
- Premio Flaiano sezione teatro[5]
  - 2001 - Premio per la critica teatrale